# طرديلن أنيق
طرديلن أنيق (الاسم العلمي: Tordylium elegans) هو نوع من النباتات يتبع جنس الطرديلن من الفصيلة الخيمية.